# 컴퓨터 하드웨어

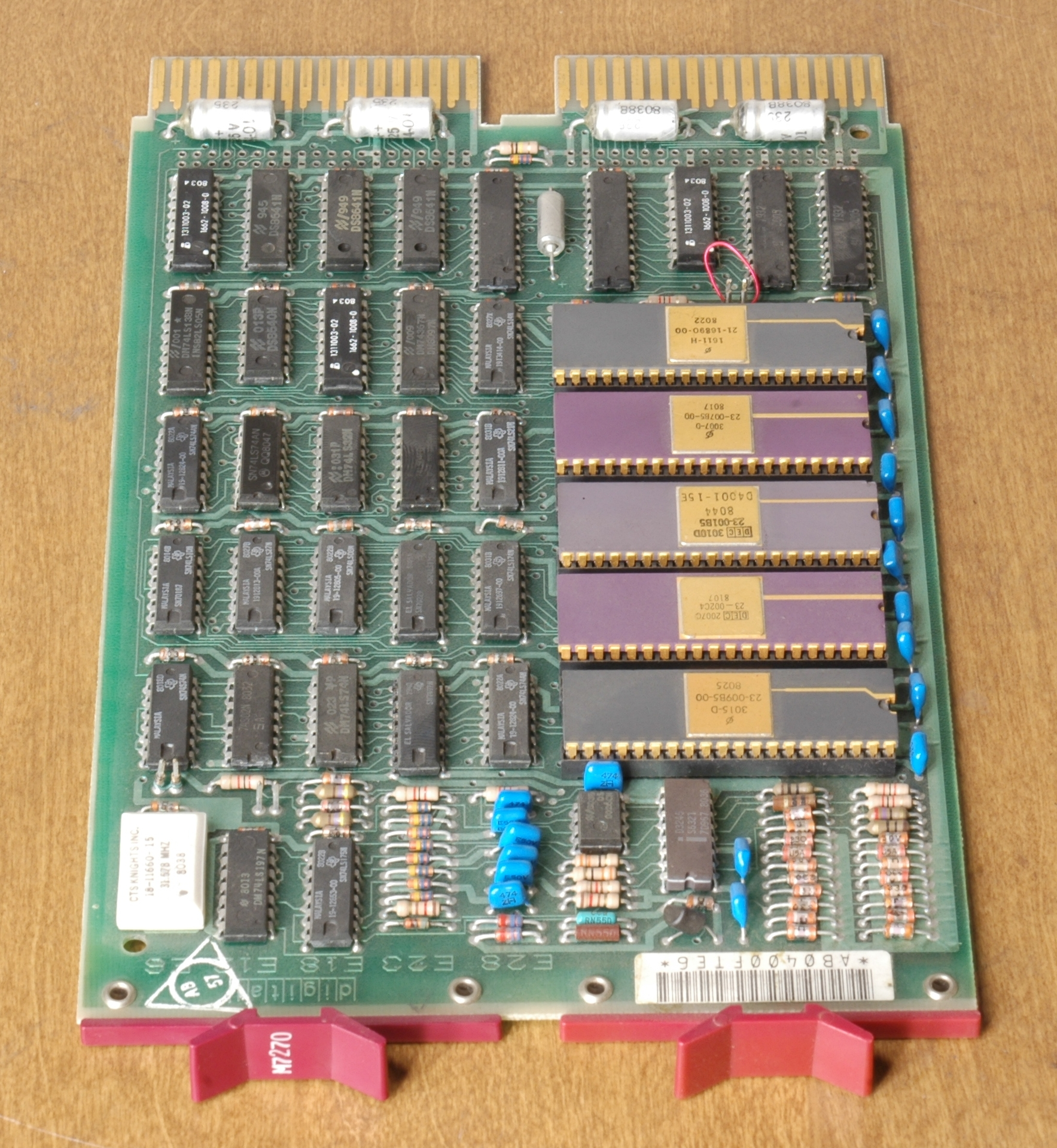
PDP-11 중앙 처리 장치 보드

컴퓨터 하드웨어(computer hardware, H/W, 순화 용어: 굳은모)는 중앙 처리 장치 (CPU), 랜덤 액세스 메모리 (RAM), 메인보드, 기억 장치, 그래픽 카드, 사운드 카드, 컴퓨터 케이스 등 컴퓨터의 물리적인 부품을 포함한다. 여기에는 모니터, 마우스, 키보드, 스피커와 같은 외부 장치가 포함된다.
이와 대조적으로, 소프트웨어는 하드웨어에 의해 저장되고 실행될 수 있는 일련의 명령어이다. 하드웨어는 변화에 대해 단단하거나 고정되어 있다는 사실에서 그 이름이 유래했으며, 소프트웨어는 변화하기 쉽기 때문에 부드럽다.
하드웨어는 일반적으로 소프트웨어에 의해 지시를 받아 명령어를 실행한다. 하드웨어와 소프트웨어의 조합은 사용 가능한 컴퓨팅 시스템을 형성하지만, 하드웨어만으로 이루어진 다른 시스템도 존재한다.

## 역사
초기 컴퓨팅 장치는 고대 주판보다 복잡하며 17세기로 거슬러 올라간다. 프랑스 수학자 블레즈 파스칼은 덧셈과 뺄셈을 할 수 있는 기어 기반 장치를 설계하여 약 50개의 모델을 판매했다. 고트프리트 라이프니츠는 1676년에 나눗셈과 곱셈도 할 수 있는 계산기를 발명했다. 당시의 제조 기술 한계와 설계 결함으로 인해 라이프니츠의 계산기는 그다지 기능적이지 않았지만, 유사한 장치(라이프니츠 계산기)는 1970년대까지 사용되었다. 19세기에 영국인 찰스 배비지는 천문학적 목적을 위해 다항식을 계산하는 기계 장치인 차분기관을 발명했다. 배비지는 또한 결코 제작되지 않은 범용 컴퓨터를 설계했다. 설계의 대부분은 초기 컴퓨터에 통합되었다: 입출력을 위한 천공 카드, 메모리, 중앙 처리 장치와 유사한 연산 장치, 심지어 어셈블리어와 유사한 원시적인 프로그래밍 언어까지.
1936년, 앨런 튜링은 모든 유형의 컴퓨터를 모델링하기 위해 범용 튜링 기계를 개발하여 어떤 컴퓨터도 결정 문제를 해결할 수 없음을 증명했다. 범용 튜링 기계는 전달된 소프트웨어 명령어에 따라 모든 튜링 기계 (컴퓨터 모델)의 작업을 모방할 수 있는 프로그램 내장식 컴퓨터의 일종이었다. 컴퓨터 프로그램의 저장은 현대 컴퓨터 작동의 핵심이며 컴퓨터 하드웨어와 소프트웨어 간의 연결 고리이다. 이보다 앞서 19세기 중반에 수학자 조지 불은 각 명제가 참 또는 거짓인 논리 체계인 불 논리를 발명했다. 불 논리는 이제 현대 컴퓨터 하드웨어를 구성하는 트랜지스터 및 집적 회로의 다른 구성 요소를 모델링하는 회로의 기반이 된다. 1945년, 튜링은 결코 제작되지 않은 컴퓨터(자동 컴퓨팅 엔진)의 설계를 완성했다.

폰 노이만 구조 스킴

이 시기에 전자계전기와 진공관의 기술 발전으로 최초의 컴퓨터를 제작할 수 있게 되었다. 배비지의 설계를 바탕으로 벨 연구소의 조지 스티비츠와 하버드 대학교의 하워드 에이켄이 MARK I을 설계하여 릴레이 컴퓨터를 제작했다. 또한 1945년, 펜실베이니아 대학교의 에니악 프로젝트에서 일하던 수학자 존 폰 노이만은 대부분의 현대 컴퓨터의 템플릿 역할을 한 폰 노이만 구조를 고안했다. 폰 노이만은 데이터와 프로그램 모두를 저장하는 중앙 집중식 메모리, 메모리 접근 우선 순위를 가진 중앙 처리 장치 (CPU), 그리고 입출력 (I/O) 장치를 설계했다. 폰 노이만은 데이터를 전송하기 위해 단일 버스를 사용했는데, 이는 프로그램과 데이터를 서로 인접하게 배치하여 저장 문제를 해결했음에도 불구하고 시스템이 동시에 둘 다 가져오려고 할 때 폰 노이만 병목 현상을 발생시켜 시스템 성능을 저하시키는 경우가 많았다.

## 컴퓨터 구조

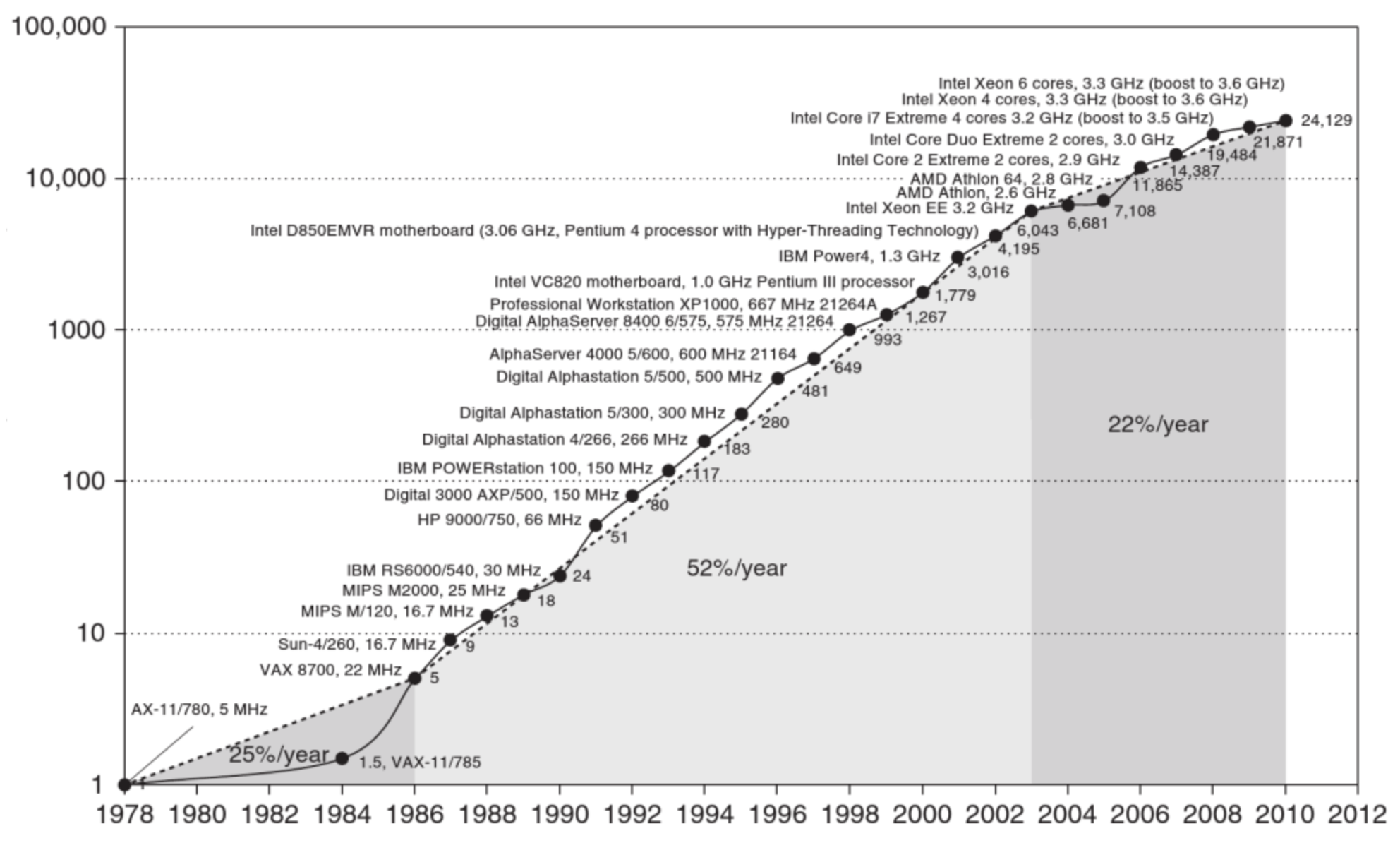
프로세서 성능의 성장 (벤치마크로 측정), 1978–2010

컴퓨터 구조는 비용, 속도, 가용성, 에너지 효율성과 같은 다양한 목표 사이에서 우선순위를 정해야 한다. 설계자는 하드웨어 요구사항과 컴파일러부터 집적 회로 설계에 이르는 컴퓨팅의 다양한 측면에 대한 깊은 이해를 가지고 있어야 한다. 비용 또한 경쟁업체보다 저렴하게 제품을 판매하려는 제조업체에게 중요한 제약이 되었다. 수익 마진도 감소했다. 성능이 향상되지 않더라도, 품질 보증 단계에서 폐기되는 부품이 적은 개선된 제조 기술 덕분에 부품 비용은 시간이 지남에 따라 하락했다.

### 명령어 집합 구조
가장 일반적인 명령어 집합 (ISA)은 컴퓨터의 하드웨어와 소프트웨어 간의 인터페이스이며, 1945년 폰 노이만이 고안한 것을 기반으로 한다. 많은 다이어그램에서 컴퓨팅 유닛과 I/O 시스템이 분리되어 있음에도 불구하고, 일반적으로 하드웨어는 공유되며, 컴퓨팅 유닛의 비트가 계산 모드인지 I/O 모드인지를 나타낸다. 일반적인 ISA 유형에는 CISC (복잡 명령어 집합 컴퓨터), RISC (축소 명령어 집합 컴퓨터), 벡터 연산, 그리고 하이브리드 모드가 포함된다. CISC는 기계가 사용해야 하는 명령어 수를 최소화하기 위해 더 큰 표현 집합을 사용한다. 몇몇 명령어만 일반적으로 사용된다는 인식에 기반하여, RISC는 추가적인 단순성을 위해 명령어 집합을 줄이며, 이는 더 많은 레지스터를 포함할 수 있게 한다. 1980년대 RISC의 발명 이후, 파이프라인과 캐싱을 사용하여 성능을 높인 RISC 기반 아키텍처는 특히 전력 사용이나 공간에 제약이 있는 애플리케이션 (예: 휴대 전화)에서 CISC 아키텍처를 대체했다. 1986년부터 2003년까지 하드웨어 성능 개선율은 연간 50퍼센트를 초과하여 태블릿 및 모바일과 같은 새로운 컴퓨팅 장치의 개발을 가능하게 했다. 트랜지스터 밀도와 함께 DRAM 메모리뿐만 아니라 플래시 및 자기 디스크 저장 장치도 기하급수적으로 더 작고 저렴해졌다. 개선율은 21세기에 둔화되었다.
21세기에는 병렬성의 활용 증대에 따라 성능 향상이 이루어졌다. 애플리케이션은 종종 두 가지 방식으로 병렬화될 수 있다: 동일한 함수가 여러 데이터 영역에서 실행되거나 (데이터 병렬성) 또는 서로 다른 작업이 제한된 상호 작용으로 동시에 수행될 수 있다 (작업 병렬성). 이러한 형태의 병렬성은 다양한 하드웨어 전략에 의해 수용되는데, 여기에는 명령어 수준 병렬성 (예: 명령어 파이프라인), 데이터 병렬성을 구현할 수 있는 벡터 아키텍처 및 그래픽 처리 장치 (GPU), 스레드 수준 병렬성 및 요청 수준 병렬성 (둘 다 작업 수준 병렬성 구현)이 포함된다.

### 마이크로아키텍처
마이크로아키텍처는 컴퓨터 구성이라고도 하며, CPU, 메모리 및 메모리 인터커넥트 설계와 같은 고급 하드웨어 문제를 다룬다. 메모리 계층 구조는 접근 속도가 빠르고 (더 비싼) 메모리가 CPU에 더 가깝게 위치하고, 대용량 저장을 위한 느리고 저렴한 메모리는 더 멀리 위치하도록 한다. 메모리는 일반적으로 프로그램과 데이터를 분리하고 공격자가 프로그램을 변경하는 능력을 제한하기 위해 분리된다. 대부분의 컴퓨터는 프로그램을 위한 주소 지정을 단순화하기 위해 가상 메모리를 사용하며, 운영체제를 사용하여 가상 메모리를 유한한 물리적 메모리의 다른 영역에 매핑한다.

### 냉각
컴퓨터 프로세서는 열을 발생시키며, 과도한 열은 성능에 영향을 미치고 부품을 손상시킬 수 있다. 많은 컴퓨터 칩은 과열을 방지하기 위해 자동으로 성능을 조절한다. 또한 컴퓨터에는 CPU 및 GPU용 공기 또는 액체 냉각기, RAM과 같은 다른 부품용 히트싱크 등 과도한 열을 방출하는 메커니즘이 일반적으로 포함되어 있다. 컴퓨터 케이스도 컴퓨터에서 열을 발산하는 데 도움이 되도록 통풍이 잘 되는 경우가 많다. 데이터 센터는 일반적으로 전체 센터의 작동 온도를 안전하게 유지하기 위해 더 정교한 냉각 솔루션을 사용한다. 공랭식 시스템은 더 작거나 오래된 데이터 센터에서 더 일반적이며, 액체 냉각 침지 (각 컴퓨터가 냉각 유체로 둘러싸인 방식) 및 다이렉트-투-칩 (냉각 유체가 각 컴퓨터 칩으로 직접 전달되는 방식)은 더 비쌀 수 있지만 더 효율적이다. 대부분의 컴퓨터는 냉각 시스템보다 더 강력하도록 설계되었지만, 지속적인 작동은 냉각 시스템의 용량을 초과할 수 없다. 컴퓨터가 뜨겁지 않을 때 성능을 일시적으로 향상시킬 수 있지만 (오버클럭), 과도한 열로부터 하드웨어를 보호하기 위해 시스템은 필요한 경우 자동으로 성능을 줄이거나 프로세서를 종료한다. 프로세서는 또한 비활성 상태일 때 열을 줄이기 위해 꺼지거나 저전력 모드로 들어간다. 전력 공급과 열 방출은 하드웨어 설계에서 가장 어려운 측면이며, 21세기 초부터 더 작고 빠른 칩 개발의 제한 요소가 되어 왔다. 성능 향상은 에너지 사용 및 냉각 요구의 비례적인 증가를 필요로 한다.

## 컴퓨터 하드웨어 시스템의 종류

### 개인용 컴퓨터

모니터, 메인보드, CPU, RAM, 2개의 확장 카드, 전원 공급 장치, 광학 디스크 드라이브, 하드 디스크 드라이브, 키보드 및 마우스를 포함한 개인용 컴퓨터의 기본 하드웨어 구성 요소

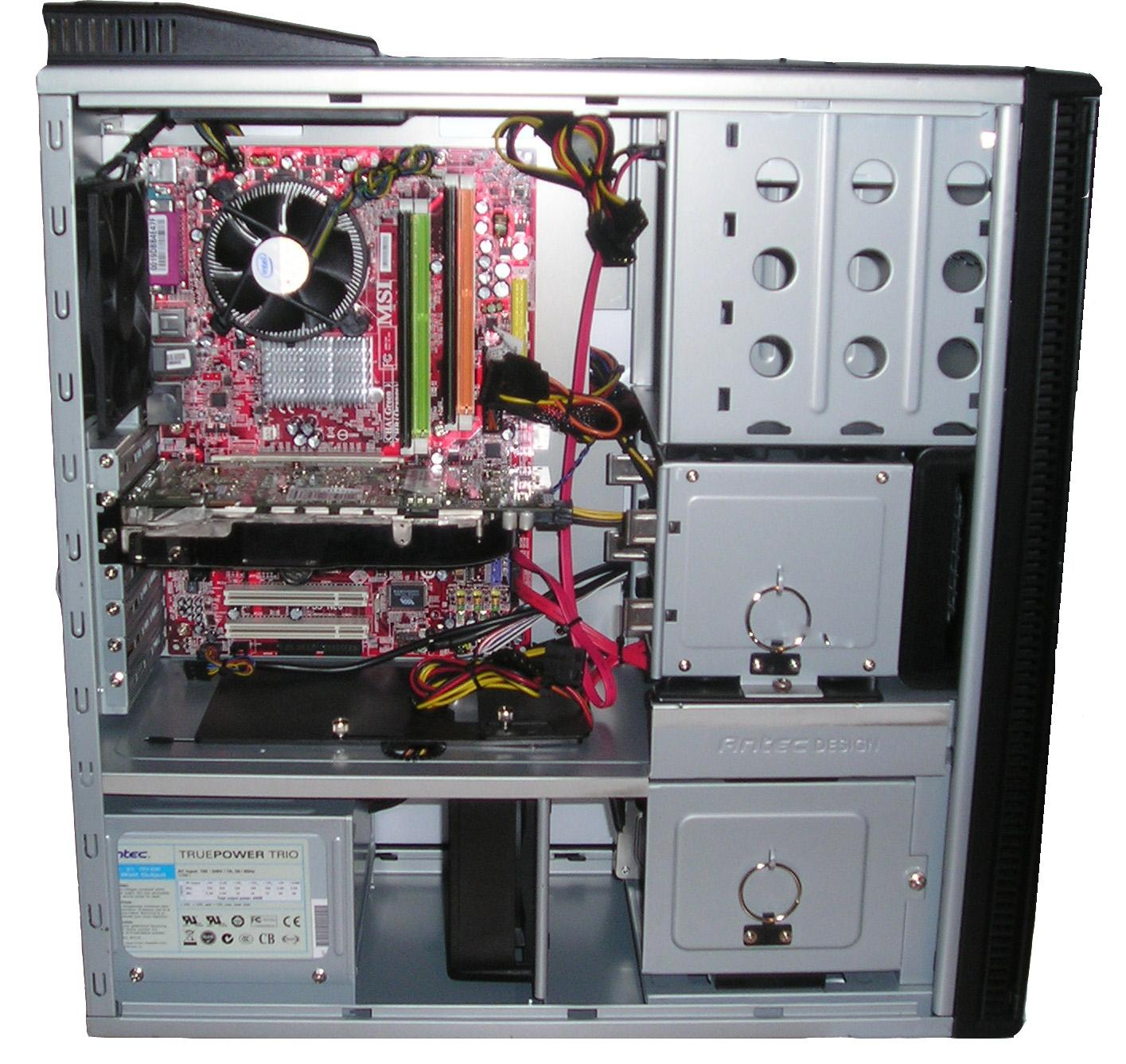
맞춤 제작된 컴퓨터 내부: 하단에 있는 전원 공급 장치에는 자체 냉각 팬이 있다.

개인용 컴퓨터는 그 다용성과 비교적 저렴한 가격 때문에 가장 흔한 유형의 컴퓨터 중 하나이다.
- 데스크톱 개인용 컴퓨터는 모니터, 키보드, 마우스, 그리고 컴퓨터 케이스를 가지고 있다. 컴퓨터 케이스는 메인보드, 데이터 저장을 위한 고정 또는 탈착식 디스크 드라이브, 전원 공급 장치를 포함하며, 모뎀 또는 네트워크 인터페이스와 같은 다른 주변 장치를 포함할 수 있다. 일부 데스크톱 컴퓨터 모델은 모니터와 키보드를 프로세서 및 전원 공급 장치와 동일한 케이스에 통합했다. 구성 요소를 분리하면 사용자가 부품을 보기 좋고 편안하게 배열할 수 있지만, 전원 및 데이터 케이블을 관리해야 하는 단점이 있다.
- 랩톱은 휴대성을 위해 설계되었지만 데스크톱 PC와 유사하게 작동한다.[37] 비슷한 가격대의 데스크톱 컴퓨터보다 성능이 낮은 저전력 또는 소형 부품을 사용할 수 있다.[38] 랩톱은 키보드, 디스플레이 및 프로세서를 하나의 케이스에 포함한다. 케이스의 접이식 상단 덮개에 있는 모니터는 운반을 위해 닫을 수 있어 화면과 키보드를 보호한다. 마우스 대신 랩톱에는 터치패드 또는 포인팅 스틱이 있을 수 있다.
- 태블릿은 터치스크린을 주 입력 장치로 사용하는 휴대용 컴퓨터이다. 태블릿은 일반적으로 랩톱보다 가볍고 작다. 일부 태블릿에는 접이식 키보드가 포함되거나 별도의 외부 키보드 연결을 제공한다. 일부 랩톱 컴퓨터 모델은 분리형 키보드를 가지고 있어 시스템을 터치스크린 태블릿으로 구성할 수 있다. 때로는 2-in-1 분리형 랩톱 또는 태블릿-랩톱 하이브리드라고도 불린다.[39]
- 휴대 전화는 배터리 수명이 길고 가볍도록 설계되었으며, 더 큰 컴퓨터보다 기능이 적다. 안테나, 마이크, 카메라, GPS 장치, 스피커 등 다양한 하드웨어 아키텍처를 가지고 있다. 전원 및 데이터 연결은 전화기마다 다르다.[40]

### 대규모 컴퓨터

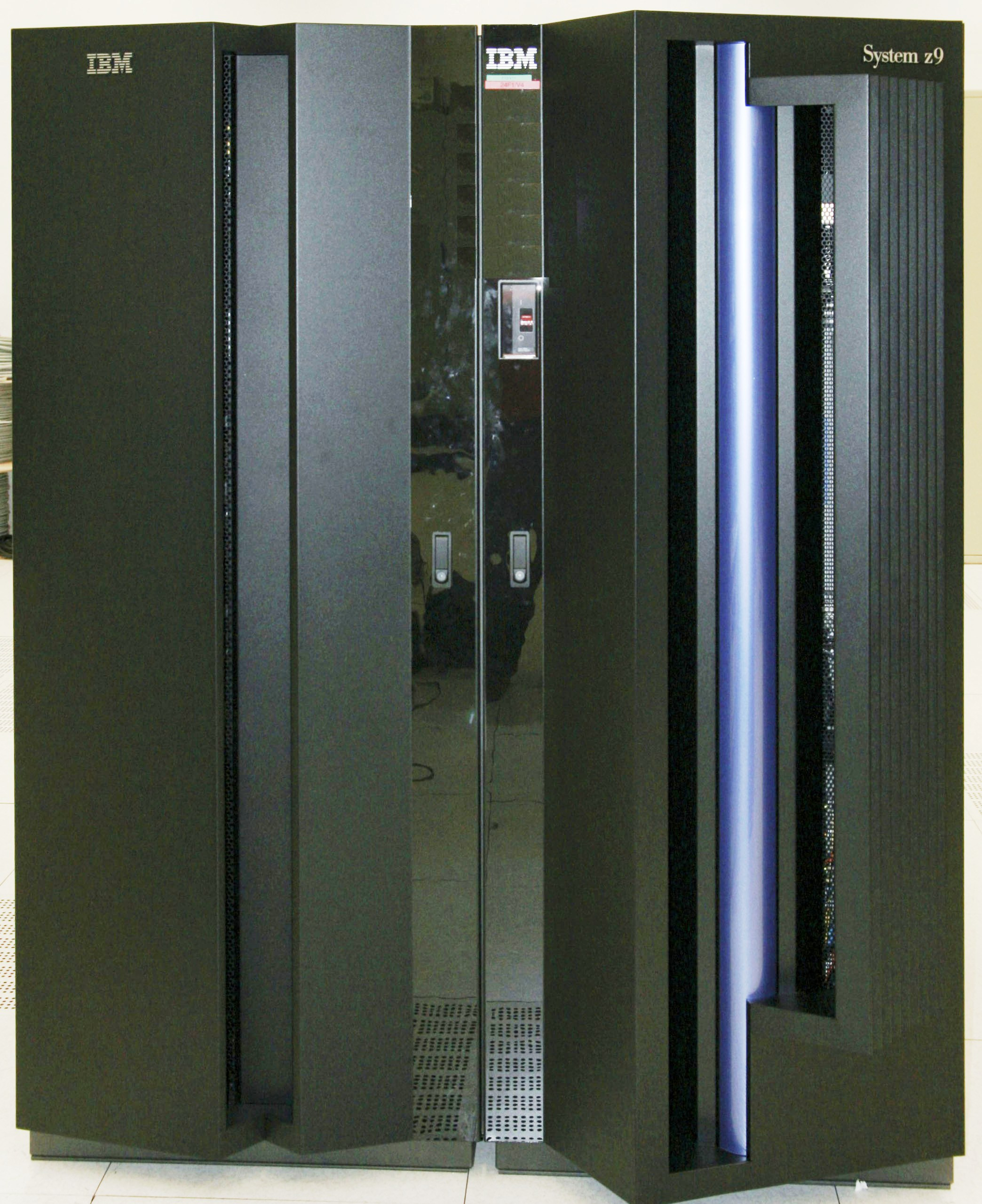
IBM System z9 메인프레임

- 메인프레임은 일반적으로 방 하나를 가득 채우고 개인용 컴퓨터 가격의 수백 또는 수천 배에 달하는 훨씬 더 큰 컴퓨터이다. 이 컴퓨터는 정부 및 대기업을 위해 대량의 계산을 수행하도록 설계되었다.
- 1960년대와 1970년대에는 점점 더 많은 부서에서 공정관리 및 실험실 자동화와 같은 특정 목적을 위한 더 저렴하고 전용 시스템을 사용하기 시작했다. 미니컴퓨터 또는 구어적으로 미니는 1960년대 중반에 개발된[41][42] 더 작은 컴퓨터 등급으로[43] 메인프레임 및 IBM과 직접 경쟁하는 중형 컴퓨터보다 훨씬 저렴하게 판매되었다.
- 슈퍼컴퓨터는 수억 달러에 달할 수 있다. 이 컴퓨터는 부동소수점 연산 성능을 극대화하고 완료하는 데 매우 오랜 시간(예: 몇 주)이 걸리는 배치 프로그램을 실행하도록 의도되었다. 병렬 프로그램 간 통신의 필요성으로 인해 내부 네트워크 속도가 우선시되어야 한다.[44]
- 창고 규모 컴퓨터는 인터넷을 통해 제공되는 서비스형 소프트웨어와 함께 유행하게 된 클러스터 컴퓨터의 대형 버전이다. 이 컴퓨터는 창고 및 그 안에 들어갈 컴퓨터(컴퓨터는 몇 년마다 교체해야 함)에 1억 달러 이상이 들 수 있으므로 작업당 비용과 전력 사용량을 최소화하도록 설계되었다. SaaS 제품의 경우 가용성이 중요하지만, 소프트웨어는 슈퍼컴퓨터와 달리 가용성 오류를 보정하도록 설계되었다.[44]

### 가상 하드웨어
가상 하드웨어는 하드웨어의 기능을 모방하는 소프트웨어이며, 일반적으로 서비스형 인프라 (IaaS) 및 서비스형 플랫폼 (PaaS)에서 사용된다.

### 임베디드 시스템
임베디드 시스템은 처리 능력과 비용 면에서 가장 많은 변형을 보인다. USD$0.10 미만의 8비트 프로세서부터 초당 수십억 개의 작업을 수행할 수 있고 USD$100 이상의 비용이 드는 고급 프로세서에 이른다. 비용은 이러한 시스템에서 특히 중요한 고려 사항이며, 설계자는 종종 성능 요구 사항을 충족하는 가장 저렴한 옵션을 선택한다.

## 부품

### 케이스
컴퓨터 케이스는 데스크톱 컴퓨터 시스템의 대부분의 구성 요소를 감싼다. 마더보드, 디스크 드라이브, 전원 공급 장치와 같은 내부 요소에 대한 기계적 지지대와 보호를 제공하며, 내부 구성 요소에 냉각 공기 흐름을 제어하고 안내한다. 케이스는 또한 컴퓨터에서 방출되는 전자기 간섭을 제어하고 정전기 방전으로부터 내부 부품을 보호하는 시스템의 일부이다. 대형 타워 케이스는 여러 디스크 드라이브 또는 기타 주변 장치를 위한 공간을 제공하며 일반적으로 바닥에 놓이는 반면, 데스크톱 케이스는 확장 공간이 적다. 올인원 스타일 디자인은 동일한 케이스에 비디오 디스플레이가 내장되어 있다. 휴대용 및 랩톱 컴퓨터에는 장치에 대한 충격 보호를 제공하는 케이스가 필요하다. 취미로 하는 사람들은 케이스 모딩이라는 활동으로 케이스를 색상 조명, 페인트 또는 기타 기능으로 장식할 수 있다.

### 전원 공급 장치
대부분의 개인용 컴퓨터 전원 공급 장치는 ATX 표준을 충족하며, 전원 콘센트에서 제공되는 120~277 볼트 사이의 교류 (AC)를 훨씬 낮은 전압, 일반적으로 12, 5 또는 3.3볼트의 직류 (DC)로 변환한다.

### 메인보드

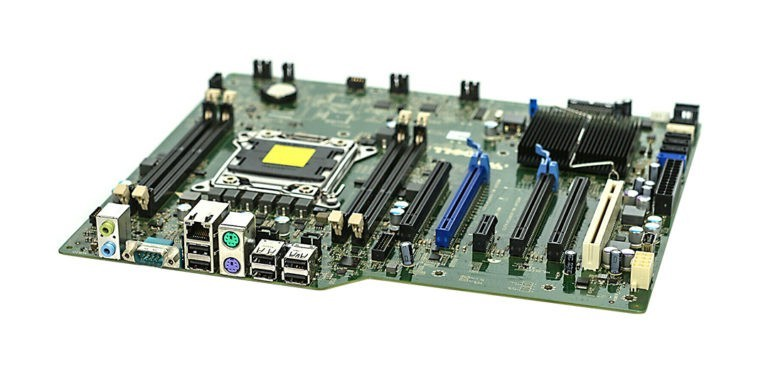
컴퓨터 메인보드

메인보드는 컴퓨터의 주요 구성 요소이다. CPU, 램, 디스크 드라이브(CD, DVD, 하드 디스크 또는 기타)를 비롯해 포트나 확장 슬롯을 통해 연결된 모든 주변기기를 포함한 컴퓨터의 다른 부품들을 연결하는 집적 회로 기판이다. 컴퓨터의 집적 회로(IC) 칩에는 일반적으로 수십억 개의 작은 금속 산화물 반도체 전계 효과 트랜지스터(MOSFET)가 들어있다.
메인보드에 직접 연결되거나 메인보드의 일부인 구성 요소는 다음과 같다.
- 컴퓨터가 기능하도록 대부분의 계산을 수행하는 최소 하나의 CPU(중앙 처리 장치).[49] 비공식적으로 컴퓨터의 두뇌라고 불릴 수 있다.[50] 이 장치는 랜덤 액세스 메모리(RAM)에서 프로그램 명령을 가져와 해석하고 처리한 다음, 관련 구성 요소가 명령을 수행할 수 있도록 결과를 다시 보낸다. CPU는 금속 산화물 반도체(MOS) 집적 회로(IC) 칩에 제작되는 마이크로프로세서이다. 일반적으로 히트싱크와 팬 또는 수냉 시스템으로 냉각된다. 많은 최신 CPU에는 온-다이 그래픽 처리 장치(GPU)가 포함되어 있다. CPU의 클럭 속도는 명령을 실행하는 속도를 결정하며 GHz 단위로 측정된다. 일반적인 값은 1GHz에서 5GHz 사이이다. 병렬 처리 증가를 위해 프로세서에 더 많은 코어(각 코어는 독립적인 프로세서처럼 작동)를 추가하는 경향도 증가하고 있다.[50]
- 내부 버스는 CPU를 메인 메모리에 연결하며, 일반적으로 50에서 100개의 라인을 통해 동시에 통신한다. 이 라인들은 주소 또는 메모리, 데이터, 명령 또는 제어용으로 나뉜다.[51] 병렬 버스가 더 흔했으나, 21세기에는 직렬화 장치를 사용하여 동일한 선으로 더 많은 정보를 전송하는 직렬 버스가 더 흔해졌다.[52] 여러 프로세서를 사용하는 컴퓨터는 일반적으로 노스브리지가 관리하는 상호 연결 버스가 필요하며, 사우스브리지는 느린 주변 기기 및 I/O 장치와의 통신을 관리한다.[53]
- 랜덤 액세스 메모리(RAM)는 CPU가 활발하게 접근하는 코드와 데이터를 다음에 사용될 것으로 예상되는 시점을 기준으로 계층 구조로 저장한다. 레지스터는 CPU에 가장 가깝지만 용량이 매우 제한적이다.[54] CPU에는 또한 레지스터보다 훨씬 많은 용량을 가지지만 주 메모리보다는 훨씬 적은 용량을 가지는 여러 영역의 캐시 메모리가 있다. 캐시는 레지스터보다 접근 속도가 느리지만 주 메모리보다는 훨씬 빠르다.[55] 캐싱은 CPU가 데이터를 필요로 하기 전에 미리 가져와 대기 시간을 줄이는 방식으로 작동한다.[55][56] CPU가 필요로 하는 데이터가 캐시에 없으면 주 메모리에서 접근할 수 있다.[55] 캐시 메모리는 일반적으로 SRAM인 반면, 주 메모리는 일반적으로 DRAM이다.[27] RAM은 휘발성 메모리이므로 컴퓨터의 전원이 꺼지면 내용이 사라진다.[57]
- 영구 저장장치 또는 비휘발성 메모리는 일반적으로 메모리보다 용량이 크고 저렴하지만 접근하는 데 훨씬 더 오랜 시간이 걸린다. 역사적으로 이러한 저장장치는 일반적으로 하드 드라이브 형태로 제공되었지만, 솔리드 스테이트 드라이브(SSD)는 저렴해지고 훨씬 빨라져 채택이 증가하고 있다. USB 드라이브 및 네트워크 또는 클라우드 저장장치도 옵션이다.[58]
- 고정 기억 장치(ROM)는 컴퓨터가 전원을 켜거나 다른 방식으로 실행을 시작할 때 실행되는 바이오스를 저장한다. 이 과정은 부트스트랩 또는 부팅이라고 알려져 있다. ROM은 일반적으로 비휘발성 바이오스 메모리 칩으로, 특수 기술을 통해서만 한 번 기록할 수 있다.[59]
  - 바이오스 (기본 입출력 시스템)에는 부팅 펌웨어 및 전원 관리 펌웨어가 포함된다. 최신 메인보드는 바이오스 대신 UEFI를 사용한다.
- CMOS (상보성 MOS) 전지, 이는 바이오스 칩의 날짜 및 시간을 위해 CMOS 메모리에 전원을 공급한다. 이 전지는 일반적으로 시계 전지이다.
- 전력 MOSFET은 다른 하드웨어 구성 요소가 받는 전압을 제어하는 전압 조정 모듈(VRM)을 구성한다.[60]

### 확장 카드
컴퓨팅에서 확장 카드는 컴퓨터 시스템에 확장 버스를 통해 기능을 추가하기 위해 컴퓨터 메인보드 또는 백플레인의 확장 슬롯에 삽입할 수 있는 인쇄 회로 기판이다. 확장 카드는 메인보드에서 제공하지 않는 기능을 얻거나 확장하는 데 사용될 수 있다. 비디오 프로세서용 확장 카드 사용은 과거에는 흔했지만, 최신 컴퓨터는 대신 메인보드에 GPU가 통합되는 경우가 더 많다.

### 입출력
대부분의 컴퓨터에는 주변기기를 메인보드에 연결하기 위한 외부 데이터 버스도 있다. 가장 일반적으로 USB가 사용된다. 내부 버스와 달리 외부 버스는 주변기기 시스템이 CPU와 다른 속도로 작동할 수 있도록 하는 버스 컨트롤러를 사용하여 연결된다. 입력 및 출력 장치는 외부 세계로부터 데이터를 받거나 데이터를 쓰는 데 사용된다. 일반적인 예로는 키보드와 마우스(입력), 디스플레이와 프린터(출력)가 있다. 네트워크 인터페이스 컨트롤러는 인터넷에 접속하는 데 사용된다. USB 포트는 연결된 장치에 전원을 공급하기도 하는데, 표준 USB는 5볼트에서 최대 500 밀리암페어(2.5 와트)의 전력을 공급하며, 추가 핀이 있는 전원 공급 USB 포트는 최대 24볼트에서 6 암페어까지 더 많은 전력을 공급할 수 있다.

## 판매
2023년 컴퓨터 하드웨어의 전 세계 수익은 7051억 7천만 달러에 달했다.

## 재활용
컴퓨터 부품에는 위험 물질이 포함되어 있기 때문에 오래되고 구식인 부품을 재활용하려는 움직임이 커지고 있다. 컴퓨터 하드웨어에는 납, 수은, 니켈, 카드뀀과 같은 위험한 화학 물질이 포함되어 있다. EPA에 따르면 이러한 전자 폐기물은 제대로 처리되지 않으면 자연 환경에 해로운 영향을 미친다. 하드웨어 제작에는 에너지가 필요하며, 부품을 재활용하면 대기 오염, 수질 오염 및 온실가스 배출을 줄일 수 있다. 승인되지 않은 컴퓨터 장비를 폐기하는 것은 실제로 불법이다. 법률은 재활용을 통해 컴퓨터를 정부 승인 시설에서 재활용하도록 의무화하고 있다. 특정 재사용 가능한 부품을 꺼내면 컴퓨터 재활용이 더 쉬워질 수 있다. 예를 들어, RAM, DVD 드라이브, 그래픽 카드, 하드 드라이브 또는 SSD 및 기타 유사한 탈착식 부품은 재사용할 수 있다.
컴퓨터 하드웨어에 사용되는 많은 재료는 재활용을 통해 미래 생산에 사용하기 위해 회수될 수 있다. 컴퓨터나 기타 전자 제품에 대량으로 존재하는 주석 (원소), 규소, 철, 알루미늄 및 다양한 플라스틱의 재사용은 새 시스템 구축 비용을 줄일 수 있다. 구성 요소에는 종종 구리, 금, 탄탈럼, 은, 백금, 팔라듐 및 납뿐만 아니라 회수에 적합한 다른 귀중한 재료도 포함되어 있다.

### 유독성 컴퓨터 부품
중앙 처리 장치에는 많은 유독성 물질이 포함되어 있다. 금속 판에는 납과 크로뮴이 들어 있다. 저항기, 반도체, 적외선 감지기, 안정기, 케이블, 전선에는 카드뮴이 들어 있다. 컴퓨터의 회로 기판에는 수은과 크로뮴이 들어 있다. 이러한 종류의 물질과 화학 물질이 부적절하게 처리되면 환경에 유해해진다.

### 환경 영향
전자 폐기물 부산물이 지하수로 스며들거나, 태워지거나, 재활용 과정에서 잘못 취급될 때 해를 끼친다. 이러한 독소와 관련된 건강 문제로는 정신 발달 장애, 암, 폐, 간, 신장 손상 등이 있다. 컴퓨터 부품에는 다이옥신, 폴리염화 바이페닐(PCB), 카드뮴, 크로뮴, 방사성 동위 원소 및 수은과 같은 많은 유독성 물질이 포함되어 있다. 회로 기판에는 상당량의 납-주석 납땜이 포함되어 있어 지하수로 스며들거나 소각으로 인해 대기 오염을 유발할 가능성이 더 높다.
컴퓨터 하드웨어의 재활용은 유해 폐기물, 즉 중금속과 발암 물질이 대기, 매립지 또는 수로로 유입되는 것을 방지하므로 환경 친화적인 것으로 간주된다. 전자 제품은 전체 폐기물 중 작은 부분을 차지하지만 훨씬 더 위험하다. 기기 폐기를 강제하고 장려하기 위한 엄격한 법률이 있으며, 가장 주목할 만한 것은 유럽 연합의 폐전기전자제품 지침과 미국의 국가 컴퓨터 재활용법이다.

### 컴퓨터 하드웨어 폐기물 최소화 노력
컴퓨터 하드웨어 재활용을 의미하는 이-사이클링은 사용한 전자 제품의 기증, 재사용, 파쇄 및 일반적인 수집을 말한다. 일반적으로 이 용어는 사용되거나 폐기된 전자 장비, 즉 전자 쓰레기에 포함된 부품이나 금속을 수집, 중개, 분해, 수리 및 재활용하는 과정을 의미한다. 이-사이클링 가능한 품목에는 다음이 포함되지만 이에 국한되지는 않는다. 텔레비전, 컴퓨터, 전자레인지, 진공청소기, 전화 및 휴대폰, 스테레오, VCR 및 DVD 등 코드, 조명 또는 특정 종류의 배터리를 사용하는 거의 모든 것이 포함된다.
델과 애플과 같은 일부 기업은 자사의 컴퓨터뿐만 아니라 다른 제조사의 컴퓨터도 재활용해 준다. 그렇지 않은 경우, 컴퓨터는 병원, 학교, 대학교 등을 위해 오래된 컴퓨터를 재활용하고 수리하는 조직인 컴퓨터 에이드 인터내셔널(Computer Aid International)에 기증할 수 있다.

## 같이 보기
- 컴퓨터 구조
- 전자 하드웨어
- 인공지능을 위한 하드웨어
- 컴퓨터 하드웨어 용어 목록
- 컴퓨터의 역사
- 마이크로프로세서
- MOSFET
- 컴퓨터 하드웨어 제조업체 목록
- 오픈 소스 컴퓨팅 하드웨어
- 오픈 소스 하드웨어
- 트랜지스터